# Станіслав Альбрехт Радзивілл
Станіслав Альбрехт Радзивілл, пол. Stanisław Albrecht Radziwiłł (21 липня 1914 — 27 липня 1976) — дипломат Другої Речі Посполитої, підприємець Великої Британії.

## Життєпис
Походив з спольщеного литовського князівського роду Радзивіллів гербу Труби. Молодший син князя Януша Францішека Радзивілла, дипломата та політичного діяча Другої Речі Посполитої. Його матір'ю була Анна Ядвіга Марія Любомирська. Народився 1914 року в селі Шпанів (Волинська губернія Російської імперії, тепер Рівненська область, Україна). Дитинство провів на Волині в родинному маєтку, але у 1917 році вимушений був залишити його під загрозою більшовиків.
У 1924—1933 роках навчався в гімназії міста Пщина. У 1933—1937 роках був студентом факультету гуманітарних наук в Католицькому університеті у Фрібургу в Швейцарії, де вивчав філософію й історію. У 1937 році захистив дисертацію з української культури Волині. 1938 року його призначили на посаду заступника начальника Станіславського воєводства. 1939 року князя Станіслава Радзивілла було мобілізовано до польської армії, в рядах якої воював в чині офіцера кавалерії.
Після падіння Польщі у 1939 році Радзивілл тікає через Угорщину і Югославію до Парижа, де на той час перебуває уряд Польської Республіки у вигнанні під керівництвом Владислава Сікорського. Спочатку був представником Польського Червоного хреста у штаб-квартирі Міжнародного Червоного хреста у Женеві. Згодом призначається на посаду повіреного в справах польського уряду у вигнанні у Лізі Націй. Ці функції він виконував до закінчення Другої світової війни.
У 1940 році в Женеві Радзивілл одружується з графинею Розі де Монлеон, із якою він був знайомий ще з років навчання в університеті. Шлюб тривав п'ять років. 1945 році став одним з фундаторів Польського інституту імені генерала Сікорського в Лондоні.
Після розлучення князь поїхав до Лондона, де в 1946 році одружується вдруге із хорваткою Грейс Колін. Подружжя переїхало жити на Багамські острови. Саме в багамській столиці місті Нассау князь Радзивілл познайомився з відомим лондонським бізнесменом Феліксом Фенстоном, із яким розпочав успішний бізнес у сфері нерухомості.
В 1956 році Станіслав Радзивілл в гостинах у лорда Ламбтона в маєтку Сент-Луїс знайомиться з сестрою Жаклін Кеннеді — Кароліною Лі Був'є, одруженою з американським видавцем Кассом Кенфільдом. Після цього Радзивілли стали все частіше зустрічатися з родиною Кенфілд. Згодом ці зустрічі обмежилися двома людьми. Через якийсь час Кароліна розлучилася зі своїм чоловіком, а князь Станіслав із другою дружиною.
19 березня 1959 року в американському місті Ферфакс Станіслав Радзивілл одружився з Кароліною Був'є. Подружжя Радзивіллів уславилося як заможна пара в світських салонах. Подружжя проводило час між Великою Британією і морськими курортами Франції, Італії та Греції. В 1959 році Станіслав Радзивілл став директором авіакомпанії «Olympic Airways». Князь на той час став одним з найбагатших людей в Великій Британії.
Радзивілл мав добрі відносини з майбутнім президентом США Джоном Кеннеді. Коли президент Кеннеді і його дружина відвідали Радзивіллів у Лондоні, вони отримали запрошення від королеви Єлизавети II повечеряти в Букінгемському палаці. У списку запрошених до двору Радзивілли значилися як князь і княгиня, хоча королева не давала їм право використовувати іноземний титул у Великій Британії. Близькість відносин Радзивілла з Кеннеді відображає той факт, що президент був хрещеним батьком Анни Христини Радзивілл, а сам князь хрестив Джона Фіцджеральда Кеннеді-молодшого.
Після загибелі Джона Кеннеді у 1963 році подружжя багато подорожує по Ямайці, Антигуа, Кенії. В подорожах їх часто супроводжувала Жаклін Кеннеді. У 1960-х роках друзями Станіслава Альбрехта були письменник Трумен Капоте, танцюрист Рудольф Нурієв, прем'єр-міністр Вінстон Черчилль, дизайнер моди Олег Кассіні.
1971 році вперше за багато років відвідав Варшаву, де помер його старший брат Едмунд. У 1974 році шлюб Радзивіллів було розірвано. Станіслав Альбрехт Радзивілл помер 27 липня 1976 від серцевого нападу. Його поховали у родовій каплиці церкви Святої Анни в англійському графстві Бекінгемшир.

## Родина
1. Дружина — Роза, донька графа Гі де Монлеона
дітей не було
2. Дружина — Грейс, донька Михайла Коліна
Діти:
- Ян Станіслав Альбрехт (нар. 1947)

3. Дружина — Кароліна Лі, донька брокера Джона Був'є III
Діти:
- Антоній Станіслав Альбрехт (1959—1999)
- Анна Христина (нар. 1960)